# Munkaeszköz

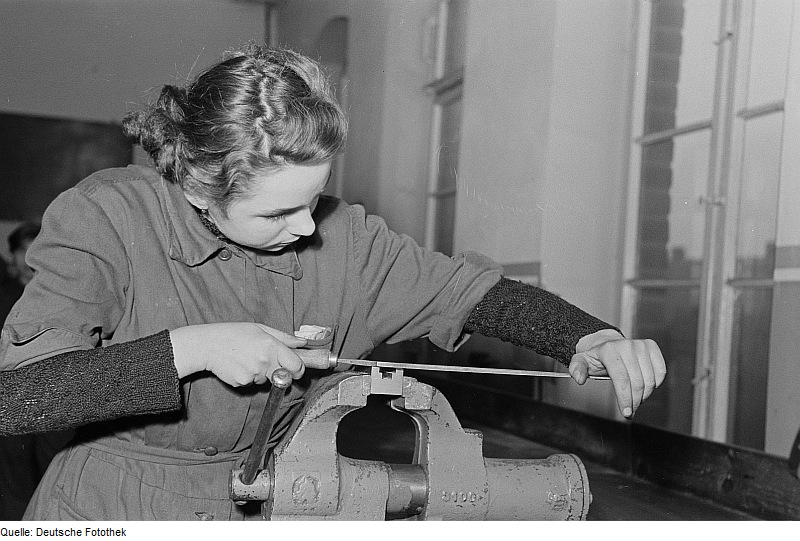
Ipari tanuló (1952, Németország). A munkapad és közvetlen környéke, meg a reszelő munkaeszköz, a satuba fogott fémdarab a munkatárgy

Munkaeszköz minden gép, készülék, szerszám vagy berendezés, amelyet a munkavégzés során alkalmaznak vagy azzal összefüggésben használnak, kivéve az egyéni védőeszközt. 

## A fogalom tartalma
A szervezetelmélet szerint a munkaeszközt a munkáltató, illetve a feladatot meghatározó személy bocsátja a munkavállaló rendelkezésére a termelési folyamat során, hogy piacképes terméket hozzon létre.
A DIN szabványai szerint a munkaeszközök szerszámok, beleértve a hardvert és a szoftvert, gépek, irodai eszközök, telekommunikációs eszközök, járművek, készülékek, bútorok, berendezések és más, a termelés rendszerében használatos eszközök, rendszerek alkotórészei.
A munkavállaló a munkafolyamat során nem válik a munkaeszköz tulajdonosává, hanem jogi értelemben szolgáltatást nyújt.

## A munkaeszközök Marxnál
Karl Marx szerint a munka eszközei az ember munkája és a munka tárgya mellett a gyártási folyamat a harmadik elemét alkotják. Ennek megfelelően a munkaeszköz fogalma magában foglalja mindazokat a  szerszámokat, műszereket, amelyeket a dolgozó emberek a gyártási folyamat megtervezése, előkészítése és végrehajtása során használnak. Az ember a munkaeszközök mechanikai, fizikai és kémiai tulajdonságait használja fel annak érdekében, hogy megfelelő módon „hatást gyakoroljanak” a munkatárgyakra.

„A munkaeszköz olyan dolog vagy olyan dolgoknak az összessége, amelyeket  munkás önmaga és a munkatárgy közé iktat, s amelyek e tárgyra ható tevékenységének vezető közegéül szolgálnak.”

– Marx: A tőke. I. kötet 169. o.

A munkaeszközök a munka tárgyaival együtt alkotják a termelési eszközöket. A termelési folyamat megkezdéséhez a harmadik elemnek, a munkaerőnek „egyesülnie kell” a termelési eszközökkel.

## Fordítás
Ez a szócikk részben vagy egészben  az   Arbeitsmittel című német Wikipédia-szócikk ezen változatának fordításán alapul.  Az eredeti cikk szerkesztőit annak laptörténete sorolja fel. Ez a jelzés csupán a megfogalmazás eredetét és a szerzői jogokat jelzi, nem szolgál a cikkben szereplő információk forrásmegjelöléseként.